# يطروفة جنوبية
جتروفا جنوبية (الاسم العلمي:Jatropha australis) هي نوع غير مؤكد من النباتات تتبع جنس الجتروفا من الفصيلة الفربيونية. سمي هذا النوع بالجنوبي (باللاتينية: australis) نسبة إلى النصف الجنوبي للكرة الأرضية.